# Troma
Troma – amerykańska niezależna wytwórnia filmów klasy B, założona w 1974 przez dwójkę studentów Uniwersytetu Yale: Lloyda Kaufmana i Michaela Herza.
Filmy Tromy kręcone są przy użyciu minimalnych nakładów finansowych. Do efektów specjalnych używane są prymitywnie metody i technologie (np. za miażdżoną głowę służy melon, wnętrzności robi się z pomalowanego spaghetti bądź papieru toaletowego), natomiast jako aktorzy zatrudniani są amatorzy. Kaufman powiedział kiedyś: Po co wydawać dwadzieścia milionów na jeden film, skoro za te pieniądze można stworzyć sto innych?.
Na początku Troma produkowała komedie erotyczne, jednak w 1985 nastąpił przełom: film The Toxic Avenger okazał się sukcesem wytwórni. Od tego momentu Troma zajęła się produkcją niskobudżetowych horrorów klasy B, a The Toxic Avenger jest dziś jednym ze sztandarowych jej dzieł – doczekał się trzech kontynuacji i serialu animowanego, a postać mutanta walczącego ze złem stała się symbolem.
Obecnie wśród fanów horroru Troma często utożsamiana jest z kiczem, z czymś, czemu nie warto poświęcać uwagi. Mimo to ma na świecie wielu fanów także wśród znanych i lubianych postaci świata kina, jak chociażby lubujący się w superkrwawych produkcjach reżyserowie Quentin Tarantino i Peter Jackson (obaj są zdobywcami Oscara). Wielu aktorów współpracowało z Tromą, zanim stali się znani szerszej publiczności, m.in. Samuel L. Jackson, Kevin Costner czy Marisa Tomei.
Kilka filmów wytwórni, m.in. Tromeo i Julia oraz wspomniany wcześniej Toxic Avenger, mają dziś statusy filmów kultowych wśród miłośników kina klasy B.
Troma jest także dystrybutorem filmów niskobudżetowych, głównie na rynek kina domowego. Większość z tych filmów to produkcje amerykańskie, chociaż znajdują się wśród nich także tytuły z innych krajów, np. niemiecki Zabójczy kondom czy chilijski Ángel negro. Powszechnie błędnie uznaje się je za autorskie tytuły Tromy.

## Produkcje Tromy
- 4 części filmu Toxic Avenger (Toksyczny mściciel)
- Tromeo i Julia (Tromeo and Juliet)
- Seria Class of Nuke’em High
- Combat Shock
- Sgt. Kabukiman N.Y.P.D.
- Surfujący naziści muszą umrzeć (Surf Nazis Must Die)
- Bloodsucking Freaks (z filmu tego pochodzi jedna z kultowych scen kina – wypijanie mózgu przez słomkę)
- Chopper Chicks in Zombietown
- Cannibal! The Musical
- Terror Firmer
- Redneck Zombies
- Vegas in Space
- Barbarzyńska nimfomanka w piekle dinozaurów
- Poultrygeist: Night of the Chicken Dead